# Čoka
Čoka (cyr. Чока, węg. Csóka) – miasto w Serbii, w Wojwodinie, w okręgu północnobanackim, siedziba gminy Čoka. Leży w regionie Banat. W 2011 roku liczyło 4028 mieszkańców.